# Dorsopati
Dorsopati är medicinsk terminologi för sjukdomar i ryggraden. 
Dorsopatierna innefattar deformerande sjukdomar, spondylopatier, och övriga dorsopatier. Deformationer av ryggraden innefattar skolios, puckelrygg, och lordos. Spondylopatierna innefattar spondylos, ankyloserande spondylit, entesopati i ryggraden, osteomyelit, och inflammationer i ryggraden. Övriga dorsopatier innefattar diskbråck, spinal stenos, diskdegeneration, ryggskott, cervikokranialt syndrom och cervikobrakialt syndrom.